# سیاهرگ صافن جانبی قدامی
سیاهرگ صافن جانبی قدامی (به انگلیسی: Anterior accessory saphenous vein)، شاخه قدامی مخصوص سیاهرگ صافن بزرگ است که صورت قدامی جانبی خون ران را تخلیه می‌کند.
عدم تخلیه ناکافی خون، باعث ایجاد رگ‌های واریسی مهم در یک دوره طولانی می‌شود. این سیاهرگ معمولاً تنها سیاهرگ ناکافی موجود در بیمار است.